# Emma Schenson
Emma Schenson, nata Emma Sofia Perpetua Schenson (Uppsala, 21 settembre 1827 – Uppsala, 17 marzo 1913), è stata una fotografa e pittrice svedese, tra le prime professioniste in Svezia.

## Biografia
Cresciuta in un ambiente accademico, figlia di John, contabile universitario, e di Maria Magdalena Hahr, preside scolastica e artista. I genitori ebbero dieci figli ma solo tre femmine e un maschio raggiunsero l'età adulta. La madre, alcuni anni prima della riforma della scuola elementare del 1842, fondò nella propria casa un collegio femminile. Alle figlie insegnò il ricamo, il disegno, la pittura e l'intaglio del legno. Non è escluso che abbia insegnato ad Emma anche la storia dell'arte. Le sorelle di Emma sposarono ciascuna un professore, a differenza di Emma, per la quale la sua libertà artistica e la sua indipendenza erano preminenti, rimanendo nubile per tutta la vita.
In Svezia, alle donne non era permesso accedere alla carriera accademica, così come non potevano svolgere una serie di lavori professionali come quello di fotografa, ad esempio, perciò si limitarono, fino agli inizi degli anni '60 dell'800, quando cambiò la legge, a fare da assistenti a fotografi uomini. Fu in quel momento che Schenson decise di intraprendere quella professione aprendo il suo atelier ad Uppsala nel 1865, probabilmente un anno dopo la morte di sua madre.
Fu la prima donna fotografa di Uppsala ed una delle prime donne professioniste svedesi. Non ci sono pervenute notizie sulla sua formazione fotografica, dove abbia imparato e da chi, forse da qualche fotografo itinerante di passaggio. Sappiamo, però, che quando iniziò la professione in città non erano disponibili materiali fotografici. Pertanto ella dovette ordinare le macchine fotografiche di legno da un falegname, le lastre di vetro per i negativi da un vetraio e le ottiche da un ottico. Quindi mescolò i prodotti chimici prima di scattare le fotografie, oltre a fare lei stessa i calcoli per il tempo di esposizione di ogni scatto.
Quasi subito iniziò con ciò che le veniva richiesto e che le permetteva un facile guadagno: le carte de visite, molto in voga in quegli anni nel suo paese. Tra l'altro realizzò anche il primo dépliant pubblicitario della Cattedrale di Uppsala a scopo turistico che risale con tutta probabilità al 1964-1865, forse anche in previsione della costruzione ferroviaria diretta che avrebbe collegato Uppsala con Stoccolma nel 1866.
Nello stesso periodo e con diverso entusiasmo, Schenson fotografò paesaggi urbani a Uppsala e dintorni, vecchi edifici, le campagne circostanti e soprattutto, negli anni '80 e '90, i lavori di restauro della Cattedrale di Uppsala che seguì interamente. Sebbene i negativi siano andati perduti, le sue fotografie della cattedrale in restauro sono conservate presso un album nella biblioteca dell'Università di Uppsala. Le immagini dal punto di vista tecnico sono ottimali e testimoniano una assoluta padronanza del mezzo, sia per la resa della gamma tonale che per la mancanza di distorsione delle linee verticali ed orizzontali.
Schenson inoltre ha fotografato anche il Giardino del botanico svedese Carl von Linné nonché nella sua antica tenuta di Hammarby. Con le foto di Hammarby, ha creato un'opera altrettanto notevole come aveva fatto con la cattedrale di Uppsala. Si tratta di una raccolta di circa 15 stampe all'albumina che sottolinea anche l'approccio di tipo imprenditoriale della fotografa con l'intento di creare una sorta di cartoline o di portfolio cui ha dato il titolo In memoriam Caroli a Linné, assieme ad un testo critico del botanico Elias Magnus Fries (testo scritto anche in francese e inglese), dedicato soprattutto agli accademici di Uppsala e forse anche ai turisti, che ebbe molto successo presso i suoi contemporanei.
Oltre a lavorare come fotografa, Schenson era interessata anche alla pedagogia. Pubblicò un libro di testo sul disegno per principianti nel 1877–1878 intitolato Lätta teckningar för nybegynnare e un libro sui modelli per l'intaglio del legno intitolato Träsniderimönster, pubblicato da Esaias Edquist nel 1876, con testi in svedese, francese, inglese e tedesco.
È nota come una delle prime fotografe professioniste svedesi insieme a Rosalie Sjöman a Stoccolma, Hilda Sjölin a Malmö e Wilhelmina Lagerholm a Örebro.
Partecipò con alcune fotografie della Cattedrale di Uppsala ad una mostra nel 1872 a Copenaghen. Nello stesso anno le sue fotografie furono esposte anche a Mosca, dove le venne assegnata una medaglia di bronzo.

## Galleria d'immagini

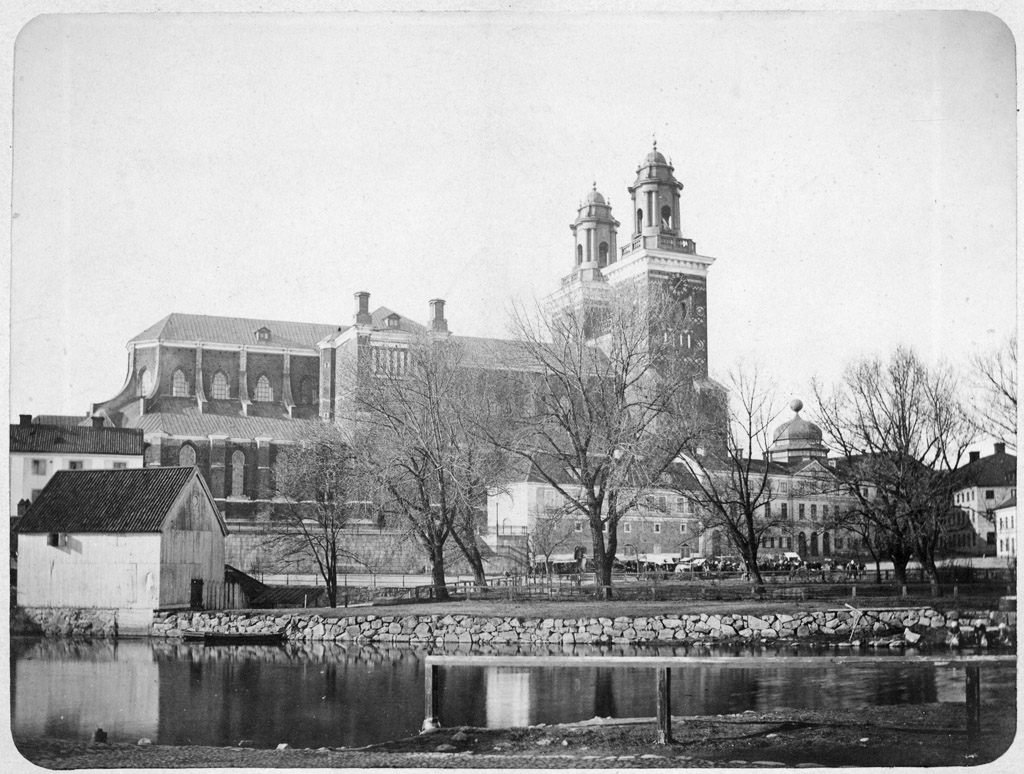
La Cattedrale di Uppsala, 1864-1965
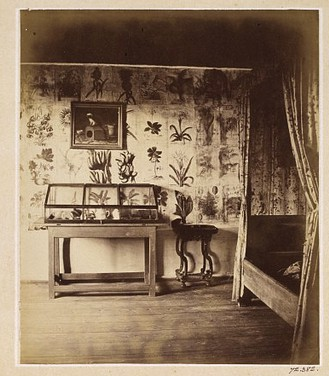
La camera da letto di Hammarby, 1864
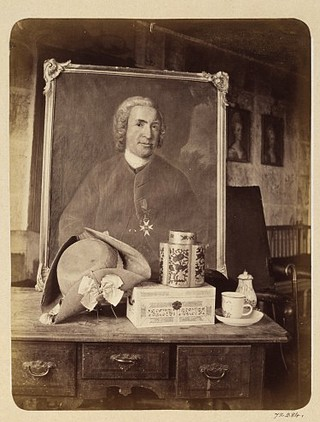
Memoriale a Linneo, 1864
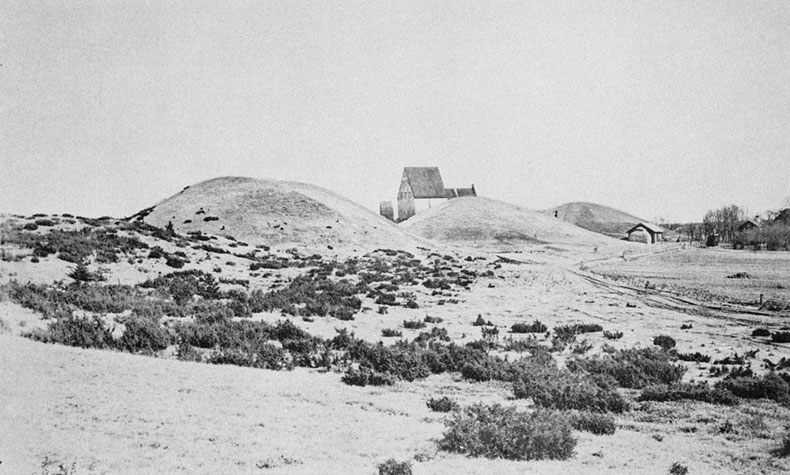
Tumuli nei dintorni di Uppsala, 1895